# 22. ročník udílení Cen Sdružení filmových a televizních herců
22. ročník udílení Cen Sdružení filmových a televizních herců se konal 30. ledna 2016. Ocenění bylo uděleno nejlepším filmovým a televizním vystoupením v roce 2015. Nominace byly oznámeny 9. prosince 2015. Ceremoniál vysílaly stanice TNT a TBS.
20. července 2015 bylo oznámeno, že Carol Burnettová získá cenu Celoživotní ocenění.

## Vítězové a nominovaní

### Film
| Nejlepší mužský herecký výkon v hlavní roli | Nejlepší ženský herecký výkon v hlavní roli |
| --- | --- |
| - Leonardo DiCaprio – Revenant Zmrtvýchvstání jako Hugh Glass - Bryan Cranston – Trumbo jako Dalton Trumbo - Michael Fassbender – Steve Jobs jako Steve Jobs - Eddie Redmayne – Dánská dívka jako Lili Elbe / Einar Wegener - Johnny Depp – Black Mass: Špinavá hra jako James "Whitey" Bulger | - Brie Larson – Room jako Joy "Ma" Newsome - Cate Blanchettová – Carol jako Carol Aird - Saoirse Ronanová – Brooklyn jako Eilis Lacey - Helen Mirrenová – Dáma ve zlatém jako Maria Altmann - Sarah Silvermanová – I Smile Back jako Elaine "Laney" Brooks |
| Nejlepší mužský herecký výkon ve vedlejší roli | Nejlepší ženský herecký výkon ve vedlejší roli |
| - Idris Elba – Bestie bez vlasti jako velitel - Mark Rylance – Most špionů jako Rudolf Abel - Michael Shannon – 99 Homes jako Rick Carver - Christian Bale – Sázka na nejistotu jako Michael Burry - Jacob Tremblay – Room jako Jack Newsome | - Alicia Vikander – Dánská dívka jako Gerda Wegener - Kate Winsletová – Steve Jobs jako Joanna Hoffman - Helen Mirrenová – Trumbo jako Hedda Hopper - Rachel McAdamsová – Spotlight jako Sacha Pfeiffer - Rooney Mara – Carol jako Therese Belivet         |
| Nejlepší obsazení ve filmu | |
| - Spotlight – Billy Crudup, Brian d'Arcy James, Michael Keaton, Rachel McAdamsová, Mark Ruffalo, Liev Schreiber, John Slattery a Stanley Tucci - Bestie bez vlasti – Abraham Attah, Kurt Egyiawan a Idris Elba - Sázka na nejistotu – Christian Bale, Steve Carell, Ryan Gosling, Melissa Leo, Hamish Linklater, John Magaro, Brad Pitt, Rafe Spall, Jeremy Strong, Marisa Tomei a Finn Wittrock - Straight Outta Compton – Neil Brown Jr., Paul Giamatti, Corey Hawkins, Aldis Hodge, O'Shea Jackson Jr. a Jason Mitchell - Trumbo – Adewale Akinnuoye-Agbaje, Louis C.K., Bryan Cranston, David James Elliott, Elle Fanningová, John Goodman, Diane Lane, Helen Mirrenová, Michael Stuhlbarg a Alan Tudyk | |
| Nejlepší výkon kaskaderského souboru ve filmu | |
| - Šílený Max: Zběsilá cesta - Everest - Rychle a zběsile 7 - Jurský svět - Mission Impossible – Národ grázlů | |

### Televize
| Nejlepší mužský herecký výkon v seriálu (drama) | Nejlepší ženský herecký výkon v seriálu (drama) |
| --- | --- |
| - Kevin Spacey – Dům z karet jako Francis Underwood - Peter Dinklage – Hra o trůny jako Tyrion Lannister - Rami Malek – Mr. Robot jako Elliot Alderson - Jon Hamm – Šílenci z Manhattanu jako Don Draper - Bob Odenkirk – Zavolejte Saulovi jako Jimmy McGill | - Viola Davis – Vražedná práva jako Annalise Keating - Claire Danesová – Ve jménu vlasti jako Carrie Mathison - Julianna Margulies – Dobrá manželka jako Alicia Florrick - Maggie Smithová – Panství Downton jako Violet - Robin Wrightová – Dům z karet jako Claire Underwood                                                  |
| Nejlepší mužský herecký výkon v seriálu (komedie) | Nejlepší ženský herecký výkon v seriálu (komedie) |
| - Jeffrey Tambor – Transparent jako Maura Pfefferman - Ty Burrell – Taková moderní rodinka jako Phil Dunphy - William H. Macy – Shameless jako Frank Gallagher - Louis C.K. – Rozvedený se závazky jako Louie - Jim Parsons – Teorie velkého třesku jako Dr. Sheldon Cooper | - Uzo Aduba – Holky za mřížemi jako Suzanne „Crazy Eyes“ Warren - Ellie Kemper – Nezdolná Kimmy Schmidt jako Kimmy Schmidt - Julia Louis-Dreyfus – Viceprezident(ka) jako Selina Meyer - Edie Falco – Sestička Jackie jako Jackie Peyton - Amy Poehlerová – Parks and Recreation jako Leslie Knope                              |
| Nejlepší mužský herecký výkon v minisérii nebo TV filmu | Nejlepší ženský herecký výkon v minisérii nebo TV filmu |
| - Idris Elba – Luther jako detektiv John Luther - Ben Kingsley – Tut jako Ay - Ray Liotta – Hrdinové od Alama jako Lorca / Tom Mitchell - Bill Murray – A Very Murray Christmas jako on sám - Mark Rylance – Wolf Hall jako Thomas Cromwell | - Queen Latifah – Bessie jako Bessie Smith - Nicole Kidmanová – Grace, kněžna monacká jako Grace Kellyová - Christina Ricci – Lizzie Borden: The Fall River Chronicles jako Lizzie Borden - Susan Sarandon – Tajný život Marilyn Monroe jako Gladys Mortenson - Kristen Wiigová – The Spoils Before Dying jako Delores DeWinter |
| Nejlepší obsazení (drama) | |
| - Panství Downton – Hugh Bonneville, Laura Carmichael, Jim Carter, Raquel Cassidy, Brendan Coyle, Tom Cullen, Michelle Dockeryová, Kevin Doyle, Joanne Froggatt, Lily James, Rob James-Collier, Allen Leech, Phyllis Logan, Elizabeth McGovern, Sophie McShera, Lesley Nicol, Julian Ovenden, David Robb, Maggie Smithová a Penelope Wilton - Hra o trůny– Alfie Allen, Ian Beattie, John Bradley-West, Gwendoline Christie, Emilia Clarkeová, Michael Condron, Nikolaj Coster-Waldau, Ben Crompton, Liam Cunningham, Stephen Dillane, Peter Dinklage, Natalie Dormerová, Nathalie Emmanuel,Tara Fitzgerland, Jerome Flynn, Brian Fortune, Joel Fry, Aiden Gillen, Iain Glen, Kit Harington, Lena Headeyová, Michiel Huisman, Hannah Murrayová, Brenock O'Conner, Daniel Portman, Iwan Rheon, Owen Teale, Sophie Turner, Carice van Houtenová, Maisie Williamsová a Tom Wlaschiha - Ve jménu vlasti – F. Murray Abraham, Atheer Adel, Claire Danesová, Alexander Fehling, Rupert Friend, Nina Hossová, René David Ifrah, Mark Ivanir, Sebastian Koch, Miranda Otto, Mandy Patinkin a Sarah Sokolovic - Dům z karet – Mahershala Ali, Derek Cecil, Nathan Darrow, Michael Kelly, Elizabeth Marvel, Molly Parker, Jimmi Simpson, Kevin Spacey a Robin Wrightová - Šílenci z Manhattanu – Sola Bamis, Stephanie Drake, Jay R. Ferguson, Bruce Greenwood, Jon Hamm, Christina Hendricks, January Jones, Vincent Kartheiser, Elisabeth Mossová, Kevin Rahm, Kiernan Shipka, John Slattery, Rich Sommer, Aaron Staton a Mason Vale Cotton | |
| Nejlepší obsazení (komedie) | |
| - Holky za mřížemi – Uzo Aduba, Mike Birbiglia, Marsha Stephanie Blake, Danielle Brooks, Laverne Cox, Jackie Cruz, Catherine Curtin, Lea DeLaria, Beth Fowler, Kimiko Glenn, Annie Golden, Diane Guerrero, Michael J. Harney, Vicky Jeudy, Lauren Lapkusová, Selenis Leyva, Taryn Manning, Joel Marsh Garland, Adrienne C. Moore, Kate Mulgrewová, Emma Myles, Matt Peters, Lori Petty, Jessica Pimentel, Dascha Polanco, Laura Prepon, Elizabeth Rodriguez, Ruby Rose, Nick Sandow, Abigail Savage, Taylor Schilling, Constance Shulman, Dale Soules, Yael Stone a Samira Wiley - Teorie velkého třesku – Mayim Bialik, Kaley Cuoco, Johnny Galecki, Simon Helberg, Kunal Nayyar, Jim Parsons a Melissa Rauch - Kay & Peele – Keegan-Michael Key a Jordan Peele - Taková moderní rodinka – Aubrey Anderson-Emmons, Julie Bowen, Ty Burrell, Jesse Tyler Ferguson, Nolan Gould, Sarah Hyland, Ed O'Neill, Rico Rodriguez, Eric Stonestreet, Sofía Vergara a Ariel Winterová - Transparent – Alexandra Billings, Carrie Brownstein, Jay Duplass, Kathryn Hahn, Gaby Hoffmann, Cherry Jones, Amy Landecker, Judith Light, Hari Nef, Emily Robinson a Jeffrey Tambor - Viceprezident(ka)– Dan Bakkedahl, Sufe Bradshaw, Anna Chlumsky, Gary Cole, Kevin Dunn, Tony Hale, Hugh Laurie, Julia Louis-Dreyfus, Phil Reeves, Sam Richardson, Reid Scott, Timothy Simons, Sarah Sutherland a Matt Walsh | |
| Nejlepší výkon kaskaderského souboru | |
| - Hra o trůny - Černá listina - Daredevil - Ve jménu vlasti - Živí mrtví | |

### Celoživotní ocenění
- Carol Burnettová

## Ve vzpomínku
Susan Sarandonová představila segment „Ve vzpomínku“, ve kterém bylo vzpomenuto na herce, kteří zemřeli v roce 2015.
1. Omar Sharif
2. Anita Ekbergová
3. Theodore Bikel
4. Betsy Palmer
5. Taylor Negron
6. Anne Meara
7. Rod Taylor
8. Dean Jones
9. Wayne Rogers
10. Pat Harrington Jr.
11. Marge Royce
12. Martin Milner
13. Donna Douglas
14. Stan Freberg
15. Windell Middlebrooks
16. George Coe
17. John Connell
18. Christopher Lee
19. Lizabeth Scott
20. Dickie Moor
21. Roger Rees
22. Louis Jourdan
23. Gary Owens
24. Dick Van Patten
25. Geoffrey Lewis
26. Richard Dysart
27. David Bowie
28. Paul Napier
29. Elizabeth Wilson
30. Jack Larson
31. Natalie Coleová
32. Judy Carne
33. Robert Loggia
34. Jayne Meadows
35. Alex Rocco
36. Al Molinaro
37. Patrick Macnee
38. Fred Dalton Thompson
39. David Canary
40. Marjorie Lord
41. Maureen O'Hara
42. Alan Rickman
43. Leonard Nimoy